# Blue Movie (film, 1969)
Pour les articles homonymes, voir Blue Movie.
Pour plus de détails, voir Fiche technique et Distribution.
Blue Movie (également connu sous le nom de Fuck) est un film américain sorti en 1969. Il a été réalisé, écrit et produit par Andy Warhol. 
Le film, qui inclut une scène de sexe non simulé entre les deux personnages principaux interprétés par Louis Waldon et Viva, traite de sujets divers tels que la guerre du Viêt Nam, Richard Nixon, les policiers, John Lindsay ou encore les mantes religieuses au travers de dialogues entre les deux personnages.

## Tournage
Blue Movie a été tourné en octobre 1968 dans l'appartement de David Bourdon à Greenwich Village. Les teintes bleutées du film sont en fait dues à une erreur, Warhol ayant utilisé une pellicule de tungstène en intérieur qui a viré au bleu en raison du soleil qui filtrait par les fenêtres de l'appartement.

## Fiche technique
- Titre : Blue Movie (ou Fuck)
- Réalisation et scénario : Andy Warhol
- Producteur : Andy Warhol
- Producteur exécutif : Paul Morrissey
- Société de production : Andy Warhol Films
- Pays d'origine :  États-Unis
- Langue originale : anglais
- Durée : 105 minutes
- Date de sortie : 
  - États-Unis : 13 juin 1969 (New York)

## Distribution
- Louis Waldon : lui-même
- Viva : elle-même